# さすらい刑事旅情編
『さすらい刑事旅情編』（さすらいけいじりょじょうへん）は、テレビ朝日・東映制作の刑事ドラマシリーズ。
1988年から1995年まで、計7シリーズ・159回（スペシャルも含む）が断続的に制作され、テレビ朝日系列で毎週水曜21:00 - 21:54（JST）に放送された。各シリーズとも年度下半期の2クール（10月 - 翌年3月）が放送期間に充てられており、年度上半期の『はぐれ刑事純情派』と交互に放送されるというサイクルが、シリーズ終了まで継続された。

## 概要
各シリーズの正式タイトルは、第1シリーズと第7シリーズが『さすらい刑事旅情編』、それ以外のシリーズはタイトルの末尾にローマ数字が入る。
シリーズ全体を通して、警視庁鉄道警察隊『東京丸の内分駐所』に所属する捜査班の活躍が描かれる（作中ではJR東京駅丸の内駅舎所在として設定。当時丸の内駅舎北口に実在したのは警視庁鉄道警察隊本部と東京分駐所）。当初は警視庁管内の鉄道用地内で発生した事件全般の捜査権を持ち、都外での積極的な活動も認められた「特捜班」という設定だったが、シリーズが進むにつれてあくまで一分駐所の捜査班として、自所管内で発生した事件の捜査の際に必要に応じて都外に出張するという形へと移行していった。
物語の特色として、実際の捜査同様の聞き込みと物的証拠を基にした容疑者追跡を主体とし、『はぐれ刑事純情派』と同様に人情味あふれる作風が挙げられる。また、鉄道警察隊の活躍を描いた物語であるため、各回のメインとなる事件も鉄道絡みのそれが多数を占めるが、回によっては偽札事件を捜査するなど、鉄道絡みとは無関係な事件を扱ったこともある。そうした都合上、それまでの刑事ドラマにおいて主流だった拳銃の携帯や、派手なアクションといった要素は本シリーズではほとんど見られなくなっている。
すべての放送回にJR東日本が撮影協力していたことから、作中には当時のJRの人気鉄道車両が多数登場し、地方ロケもふんだんに行われた。この他、東日本以外のJRグループ（北海道・東海・西日本・四国・九州）の路線でもロケが行われており、こうした協力体制は同じく警視庁鉄道警察隊の活躍を描く『風の刑事・東京発!』（1995年 - 1996年）にも踏襲された。
主演は宇津井演じる高杉警部であるが、物語上の主役としては三浦演じる香取警部補が位置付けられており、作中ならびに予告でのナレーションも基本的に三浦が担当している（例外として、IVの第3話での東北新幹線に関してのナレーションは河合奈保子が、VIの第5話での臨時寝台特急エルムに関しては相川恵里が行った）。シリーズごとにキャストの入れ替わりが激しく、全シリーズ通しての出演者は宇津井・三浦と、香取の妹役の相川恵里の3人のみである。
劇伴は、第1シリーズでは同じテレビ朝日で放送されていた『ニュースステーション』の3代目と4代目のテーマ音楽を手がけていた本多俊之が、テーマ曲（三浦によるタイトルコールのBGMとタイトルバックのBGM）を手掛けていた他、第2シリーズではミッキー吉野が作曲を担当。第3シリーズ以降は一貫して京田誠一が劇伴を手がけており、オープニングテーマも第5シリーズにてアレンジを加えつつも、同じスコアが以降のシリーズを通して用いられた。またこれに合わせて、バリエーション音源も新たに録音・使用されている。このうちの一部は前出の『風の刑事・東京発』でも使用されている（同作品でも京田が劇伴を担当）。
長らく映像ソフト化がなされずにいた本シリーズであるが、後述の通り2023年から2025年にかけて、全シリーズのDVDが順次リリースされた。再放送については、過去には地上波で行なわれた時期もあったが、2025年現在ではこちらも後述の通り、CS局での再放送が主となっている。

## オープニング
このドラマの特色と言えるのがオープニングである。映像内容は鉄道車両が走行する動画に、登場人物のモノクロ写真が表示されるというもので、映像に登場する車両は当時のJRの中で最新列車、もしくは看板列車が起用されており、シリーズが進むにつれて国鉄時代の車両から、徐々にJRの新型車両が増えていくという様子を確認することができる。この鉄道車両が走行する動画は、基本的にシリーズごとに撮影されているが、前に撮った映像が使い回されているものもある。また、登場人物のモノクロ写真はシリーズごとに撮影されたものを使用している。
出演者紹介は、トップが必ず高杉警部（宇津井）、トメは必ず香取警部補（三浦）。
オープニングの詳細
（名前は役名で、列車名・形式は当時運用されていたものである。）
OPアイキャッチ　
1. C62ニセコ号（JR北海道）
2. メインキャスト集合静止画（集合体系はIは駅前整列形、III以降は分駐所集結形で、IIでは第4話までが分駐所集結形の静止画で、第5話から最終話までが駅前整列形の動画になっている。）

OP　
1. C62ニセコ号（I）
2. 58654あそBOY（JR九州・II - ）
3. JR東京駅丸の内駅舎（IVまでは東京中央郵便局から（IIまで動画、IIIから静止画）・V以降はJRビル[注 7]からの撮影）

以降が各シリーズごとに異なる。
第1シーズン
1. 高杉俊介（100系東海道・山陽新幹線ひかり（JR東海））
2. 花井百合子（485系特急きらめき（JR西日本））
3. 神田真二（189系エル特急あずさ（JR東日本））
4. 原京平・山波弘（485系エル特急雷鳥（JR西日本））
5. 香取恵里・小島勝子（キハ183系1000番台オランダ村特急（JR九州））
6. 沢井令子（783系エル特急有明（JR九州））
7. 香取達男（DD51寝台特急北斗星（JR北海道・JR東日本））

第2シーズン
1. 高杉俊介（651系特急スーパーひたち（JR東日本））
2. 西園寺彩夏（165系パノラマエクスプレスアルプス（JR東日本））
3. 池山舜（キハ71系特急ゆふいんの森（JR九州））
4. 立花直也（205系山手線（JR東日本））
5. 酒井和代（DD51形寝台特急北斗星（JR北海道・JR東日本）2回目の使用）
6. 小島勝子・香取恵里（783系エル特急有明（JR九州）2回目の使用）
7. 山崎五郎（EF66寝台特急はやぶさ（JR西日本・JR九州））
8. 香取達男（100系東海道山陽新幹線ひかり（JR東海・JR西日本）2回目の使用）

第3シーズン
1. 高杉俊介（宮崎実験線MLU002（リニアモーターカー・鉄道総合技術研究所））
2. 西園寺彩夏（251系特急スーパービュー踊り子（JR東日本））
3. 桜田亮太（キハ71系特急ゆふいんの森（JR九州）2回目の使用）
4. 香取恵里（205系京葉線（JR東日本））
5. 角谷千秋（783系エル特急有明（JR九州）3回目の使用）
6. 酒井和代（485系エル特急かもめ（JR九州））
7. 山崎五郎（651系特急スーパーひたち（JR東日本））
8. 香取達男（EF81寝台特急トワイライトエクスプレス（JR西日本））

第4シーズン
1. 高杉俊介（400系山形新幹線つばさ（JR東日本））
2. 風見愛子（253系特急成田エクスプレス（JR東日本））
3. 桜田亮太（キハ71系特急ゆふいんの森（JR九州）3回目の使用）
4. 香取恵里（485系エル特急かもめ（JR九州））
5. 河本太郎（783系エル特急かもめ（JR九州）4回目の使用）
6. 高杉幸子（200系東北新幹線やまびこ（JR東日本））
7. 山崎五郎（DD51寝台特急北斗星（JR北海道・JR東日本）3回目の使用）
8. 香取達男（C58型363号機SLパレオエクスプレス（秩父鉄道））

第5シーズン
1. 高杉俊介（300系東海道新幹線のぞみ)（JR東海））
2. 風見愛子（400系山形新幹線つばさ（JR東日本）2回目の使用）
3. 桜田亮太（787系特急つばめ（JR九州））
4. 香取恵里（キハ71系特急ゆふいんの森（JR九州）4回目の使用）
5. 河本太郎（485系エル特急有明（JR九州）2回目の使用）
6. 高杉幸子（DD51寝台特急北斗星（JR北海道・JR東日本）4回目の使用）
7. 山崎五郎（253系特急成田エクスプレス（JR東日本）2回目の使用）
8. 香取達男（C571号機SLやまぐち号（JR西日本））

第6シーズン
1. 高杉俊介（300系東海道・山陽新幹線のぞみ（JR東海・JR西日本）2回目の使用）
2. 結城千秋（400系山形新幹線つばさ（JR東日本）3回目の使用）
3. 桜田亮太（215系快速アクティー・湘南ライナー（JR東日本））
4. 香取恵里（キハ71系特急ゆふいんの森（JR九州）5回目の使用）
5. 河原淳（787系特急つばめ（JR九州）2回目の使用）
6. 高杉幸子（DD51寝台特急北斗星（JR北海道・JR東日本）5回目の使用）
7. 山崎五郎（253系特急成田エクスプレス（JR東日本）3回目の使用）
8. 三枝みどり（255系特急ビューさざなみ・ビューわかしお（JR東日本））
9. 香取達男（C571号機SLやまぐち号（JR西日本）2回目の使用）

第7シーズン
1. 高杉俊介（E1系東北・上越新幹線MAXやまびこ・あさひ（JR東日本））
2. 結城千秋（400系山形新幹線つばさ（JR東日本）4回目の使用）
3. 桜田亮太（300系東海道・山陽新幹線のぞみ（JR東海・JR西日本）3回目の使用）
4. 香取恵里（キハ71系特急ゆふいんの森（JR九州）6回目の使用）
5. 吉田一平（787系特急つばめ（JR九州）3回目の使用）
6. 河原淳（E351系特急スーパーあずさ（JR東日本））
7. 坂口ひろ子（EF81寝台特急北斗星（JR北海道・JR東日本））
8. 山崎五郎（255系特急ビューさざなみ・ビューわかしお（JR東日本）2回目の使用）
9. 香取達男（D51形498号SLみなかみ号（JR東日本））

## 登場人物
高杉俊介
演 - 宇津井健
階級は警部。初期には鉄道警察隊特捜班の班長で、後に東京丸の内分駐所の責任者に。分駐所唯一の鉄道公安官出身。
桜田亮太
演 - 植草克秀（III-VII）
階級は巡査。仕事に対する情熱は人一倍だが、面食いの側面も持つ。また、香取に対しては口調こそ敬語調だが、時々香取の留守中に自宅に勝手に上がり込むなど、あまり敬意を払っている様子はない。とはいえ、不仲と言うわけではなく、仕事上有能なパートナーである。
香取恵里
演 - 相川恵里
達男の年が離れた妹。日本食堂に相当する会社の東京駅にある事務所に所属する車内販売員。
山崎五郎
演 - 蟹江敬三（II-VII）
階級は巡査部長。愛称は「山さん」。第1シリーズには登場しないが、香取達とはそれ以前から交流があり、キャリアも長い中堅である。
香取達男
演 - 三浦洋一
階級は警部補。特捜班（後の分駐所捜査班）の実質的リーダーにして、物語上の主演も務める。冗談を言うこともあるが根は真面目で、人間味あふれる魅力がある。

## スタッフ
- 企画 - 白崎英介（テレビ朝日）
- プロデューサー - 藤原英一（テレビ朝日）、武居勝彦（東映）、香月純一（東映・I-III）、小嶋雄嗣（東映・IV-VI）
- 脚本 - 石原武龍、下飯坂菊馬、篠崎好、宮下隼一、ちゃき克彰、香取俊介、山田隆司、松本功、日暮裕一、藤井邦夫、小木曽豊斗、橋本綾、西岡琢也、いとう斗士八、岡部俊夫、高久進、塙五郎、木暮敏[注 8]、塩田千種、金子裕、橋塚慎一、奥村俊雄
- 音楽 - 本多俊之（I）、ミッキー吉野（II）、京田誠一（III-VII）
- 音楽監督 - 兼松光
- 音楽協力 - テレビ朝日ミュージック
- 撮影 - 緒方博、西山誠、原秀夫、藤本茂、内田正司、林淳一郎
- 照明 - 中川勇雄、吉岡伝吉、石垣敏雄、竹田勝三、高橋弘、神長倉孝明
- 録音 - 長井幹夫、織本道雄
- 美術 - 井上明、安部衛、河村寅次郎、宮国登、稲野実、筒井増男
- 編集 - 伊吹勝雄、成島一城、山口一喜
- 選曲 - 石川孝
- 効果 - 大泉音映
- 助監督 - 伊与田一雄、息邦夫、萩原吉弘、宮坂清彦、井原真治、竹安正嗣、前嶋守男、松井昇、田村孝蔵、道木広志、荒井俊昭、高畑隆史
- 装置 - 東映美術センター、紀和美建
- 装飾 - 装美社、チヨダ靴店（I-II）、ローレライ（IV-VII）
- 衣裳 - 東京衣裳（IVからは東京衣裳新社）
- 美粧 - サンメイク
- 進行 - 藤沢克則、竹内洪太、今村勝範、小川祥、小宮慎司、鳥山佳克、室橋忠、海老沢幸雄、松本洋二、橋本俊雄、小林智裕、富田雅夫、塚本幸雄
- 制作デスク - 石垣紘一、木村修、服部馨代
- 制作担当 - 奈良場繁、山本康郎、沼尾和典
- 現像 - 東映化学 ファイン ネガ・ビデオシステム
- 撮影協力 - JR東日本（全話）、その他地方ロケ先の施設
- プロデューサー補 - 須藤泰司（VI-VII）
- 監督 - 村川透、天野利彦、永野靖忠、中津川勲、野村孝、宮越澄、伊与田一雄、黒沢直輔、息邦夫、長谷和夫、日高武治、山口和彦、田中秀夫、道木広志
- 制作 - テレビ朝日、東映

## 主題歌
- さすらい刑事旅情編 - 堀内孝雄&チョー・ヨンピル「野郎たちの挽歌」
- さすらい刑事旅情編II - 堀内孝雄「愛さずにいられない」
- さすらい刑事旅情編III - 中村雅俊「風の住む町」
- さすらい刑事旅情編IV - 中村雅俊「ざっくばらん」
- さすらい刑事旅情編V - J-WALK「君にいて欲しい」
- さすらい刑事旅情編VI - TWINZER「DON'T FORGET YOU」
- さすらい刑事旅情編VII - BEREEVE「誰よりも眩しく」

## 放送日程

### さすらい刑事旅情編（1988年 - 1989年）
- 放送期間：1988年10月12日 - 1989年3月22日
- 放送回数：全21回
- 第11話は2時間スペシャル（20:00 - 21:48）として放送。
- 第2話は元々10月19日に放送されるはずであったが、当日はプロ野球の「ロッテ・オリオンズ対近鉄バファローズ」戦（10.19）が行われ、当初関西ローカル（朝日放送では第1試合から中継）であった同試合の中継を、テレビ朝日の判断で21:00より全国ネットでの中継へと切り替えたことに伴い、翌週へと順延された（直後の時間帯の『ニュースステーション』でも、引き続き10.19ダブルヘッダー第2試合の模様を生中継した）。

| 放送回                                                         | 放送日         | サブタイトル                               | 主なロケ先                                         | 主な登場車両       | 脚本       | 監督       | 視聴率 |
| -------------------------------------------------------------- | -------------- | ------------------------------------------ | -------------------------------------------------- | ------------------ | ---------- | ---------- | ------ |
| 1                                                              | 1988年10月12日 | 寝台特急"北斗星"の殺意                     | 北海道札幌市                                       | 寝台特急・北斗星号 | 石原武龍   | 村川透     | 13.5%  |
| 2                                                              | 10月26日       | L特急"踊り子"号 最後の旧婚旅行             | 静岡県下田市、石廊崎                               | 特急・踊り子号     | 下飯坂菊馬 | 天野利彦   | 14.3%  |
| 3                                                              | 11月02日       | 函館本線小樽の女                           | 北海道小樽市 小樽交通記念館                        | 寝台特急・北斗星号 | 篠崎好     | 村川透     | 12.6%  |
| 4                                                              | 11月09日       | 新特急谷川・約束の2番ホーム                | 群馬県渋川市・利根郡水上町（現在の同郡みなかみ町） | 新特急・谷川号     | 宮下隼一   | 永野靖忠   | 14.3%  |
| 5                                                              | 11月16日       | 寝台急行「銀河」に消えた女子大生           | 大阪府大阪市                                       | 寝台急行・銀河号   | 篠崎好     | 中津川勲   | 13.1%  |
| 6                                                              | 11月23日       | 元ドラフト選手と蔭の女                     | 神奈川県川崎市 川崎球場                            |                    | ちゃき克彰 | 野村孝     | 13.1%  |
| 7                                                              | 11月30日       | 新幹線ひかり・車内電話の男                 | 愛知県名古屋市、犬山市                             | 東海道新幹線100系  | 香取俊介   | 中津川勲   | 15.8%  |
| 8                                                              | 12月07日       | 東京駅・アリバイを偽証した女               |                                                    |                    | 山田隆司   | 天野利彦   | 13.1%  |
| 9                                                              | 12月14日       | 横浜鶴見線最終電車から消えた女             | 神奈川県横浜市 東京都西多摩郡奥多摩町              | 鶴見線103系        | 石原武龍   | 宮越澄     | 11.6%  |
| 10                                                             | 12月21日       | 山手線から誘拐された美人OL                 |                                                    | 山手線205系        | 篠崎好     | 宮越澄     | 12.3%  |
| 11                                                             | 12月28日       | 九州縦断SL列車"あそBOY"号 火の国の女の殺意 | 熊本県熊本市 阿蘇郡阿蘇町（現・阿蘇市）            | SL・あそBOY号      | 松本功     | 村川透     | 08.5%  |
| 12                                                             | 1989年01月11日 | L特急あずさ2号を待つ女                     | 長野県松本市                                       | 特急・あずさ号     | 日暮裕一   | 野村孝     | 13.0%  |
| 13                                                             | 1月18日        | 九州縦断特急有明・一億円の女               | 鹿児島県指宿市                                     | 特急・有明号       | 石原武龍   | 伊与田一雄 | 15.4%  |
| 14                                                             | 1月25日        | 特急さざなみ21号・女刑事にあてた遺書       | 千葉県館山市                                       | 特急・さざなみ号   | 香取俊介   | 天野利彦   | 14.9%  |
| 15                                                             | 2月08日        | 夜の横須賀線・黙秘する人妻                 | 神奈川県横須賀市                                   | 横須賀線113系      | 日暮裕一   | 天野利彦   | 16.9%  |
| 16                                                             | 2月15日        | 妹・東京駅恋物語                           | 神奈川県川崎市 向ヶ丘遊園                          |                    | 石原武龍   | 村川透     | 14.0%  |
| 17                                                             | 2月22日        | 潮騒内房線・花売り女の殺意                 | 千葉県安房郡白浜町（現・南房総市）                 | 内房線113系        | 香取俊介   | 村川透     | 13.2%  |
| 18                                                             | 3月01日        | 上越新幹線"とき"・雪に消えた花嫁           | 新潟県新潟市                                       | 上越新幹線200系    | 藤井邦夫   | 黒沢直輔   | 16.1%  |
| 19                                                             | 3月08日        | 修学旅行で殺人!?                           |                                                    |                    | 小木曽豊斗 | 息邦夫     | 13.8%  |
| 20                                                             | 3月15日        | 痴漢にされた男                             |                                                    |                    | 橋本綾     | 天野利彦   | 16.7%  |
| 21                                                             | 3月22日        | 信州雪景色・"汽車"を歌う男                 | 長野県飯山市・下高井郡野沢温泉村・下水内郡栄村     | 飯山線キハ58形     | ちゃき克彰 | 黒沢直輔   | 12.4%  |
| 平均視聴率 13.7%（視聴率はビデオリサーチ調べ、関東地区・世帯） |                |                                            |                                                    |                    |            |            |        |

### さすらい刑事旅情編II（1989年 - 1990年）
- 放送期間：1989年10月11日 - 1990年3月21日
- 放送回数：全23回

| 放送回                                                         | 放送日         | サブタイトル                                   | 主なロケ先 | 主な登場車両                          | 脚本                | 監督       | 視聴率 |
| -------------------------------------------------------------- | -------------- | ---------------------------------------------- | --- | ------------------------------------- | ------------------- | ---------- | ------ |
| 1                                                              | 1989年10月11日 | 寝台特急"瀬戸"・海峡の花嫁                     | 香川県高松市・坂出市、岡山県倉敷市 高松駅、坂出駅、瀬戸大橋、与島、常盤公園、鷲羽山                                              | 寝台特急・瀬戸号 宇高連絡船・讃岐丸   | 石原武龍            | 長谷和夫   | 10.9%  |
| 2                                                              | 10月18日       | 東北新幹線"やまびこ"・奥の細道殺意の旅         | 岩手県一関市 | 東北新幹線200系                       | 篠崎好              | 天野利彦   | 12.2%  |
| 3                                                              | 10月25日       | 特急あずさ・二人の女の完全犯罪!?               | 山梨県甲府市 | 特急・あずさ号                        | 香取俊介            | 天野利彦   | 17.5%  |
| 4                                                              | 11月01日       | 山陽新幹線・道後温泉に消えた女                 | 愛媛県松山市 道後温泉 | 山陽新幹線 予讃線                     | 藤井邦夫            | 長谷和夫   | 15.0%  |
| 5                                                              | 11月08日       | L特急踊り子・七回忌で再会した女                | 静岡県下田市 | 特急・踊り子号                        | 西岡琢也            | 黒沢直輔   | 13.1%  |
| 6                                                              | 11月15日       | 特急ひたち・送られてきた婚約指輪               | 福島県いわき市 | 特急・ひたち号                        | 篠崎好              | 天野利彦   | 09.4%  |
| 7                                                              | 11月22日       | 上野発・寝台特急ゆうづるの女                   | | 寝台特急・ゆうづる号                  | 石原武龍            | 宮越澄     | 10.1%  |
| 8                                                              | 11月29日       | 信州高原列車・記憶喪失の女                     | 長野県南佐久郡小海町 静岡県田方郡修善寺町（現・伊豆市）                                                                          | 特急・踊り子号 小海線                 | 香取俊介            | 天野利彦   | 12.4%  |
| 9                                                              | 12月06日       | 中央線終電車・無言電話におびえる女             | | 中央線201系                           | 藤井邦夫            | 宮越澄     | 10.7%  |
| 10                                                             | 12月13日       | 函館本線の女・傷だらけの帰郷                   | 北海道岩内郡岩内町 岩内港、雷電温泉ホテル雷電 小沢駅、岩内線岩内駅・幌似駅                                                       | 寝台特急・北斗星号 函館本線キハ40     | 石原武龍            | 日高武治   | 12.5%  |
| 11                                                             | 12月20日       | 湯煙り伊豆に消えた美人留学生                   | 静岡県三島市、神奈川県足柄下郡湯河原町、東京都豊島区東池袋 湯河原温泉、湯河原駅、池袋駅                                          | 山手線205系 特急・踊り子11号          | 藤井邦夫            | 山口和彦   | 13.6%  |
| 12                                                             | 12月27日       | 寝台特急"北斗星"・層雲峡の女                   | 北海道旭川市、上川郡上川町 層雲峡ホテル層雲、黒岳ロープウェイ 上野駅、札幌駅、旭川駅                                             | 寝台特急・北斗星3号 オホーツク3号     | 篠崎好              | 日高武治   | 12.1%  |
| 13                                                             | 1990年01月10日 | レイプ！古都鎌倉3年前の殺意                    | 神奈川県鎌倉市 鎌倉駅 | 中央線201系 横須賀線113系             | 日暮裕一            | 山口和彦   | 13.4%  |
| 14                                                             | 1月17日        | バラバラ殺人！父を捜す美少女                   | 山梨県東八代郡石和町（現・笛吹市） 石和温泉、石和温泉駅、石和ワイナリー                                                          | 寝台特急・あさかぜ号 特急・あずさ号   | いとう斗士八        | 村川透     | 11.4%  |
| 15                                                             | 1月24日        | 美人局サギ金融！消えた一億円                   | 佃島、上野駅、秋葉原駅 | 山手線205系 総武線103系               | 日暮裕一            | 村川透     | 14.6%  |
| 16                                                             | 1月31日        | 南伊豆グルメの旅・露天風呂で消えた女           | 静岡県下田市 下田港、爪木崎、下賀茂温泉南炎、下田遊覧船・黒船、伊豆急下田駅                                                      | 特急・踊り子号                        | 岡部俊夫            | 山口和彦   | 16.1%  |
| 17                                                             | 2月07日        | 痴漢が死んだ！偽証する女                       | 神奈川県横浜市鶴見区、鶴見駅 | 中央線201系 京浜東北線103系           | 小木曽豊斗          | 村川透     | 21.2%  |
| 18                                                             | 2月14日        | 殺意の伝言ダイヤル・女子大生の完全犯罪         | 東京都八王子市 高尾山、高尾山ケーブルカー 高尾駅、大塚駅、目白駅                                                                 | 中央線201系                           | 香取俊介            | 伊与田一雄 | 22.3%  |
| 19                                                             | 2月21日        | 草津温泉雪景色・罠に落ちた美人OL               | 群馬県吾妻郡草津町 草津温泉、草津ナウリゾート、天狗山スキー場 長野原駅、中野駅                                                   | 新特急・草津3号 中央線201系           | 藤井邦夫            | 息邦夫     | 20.1%  |
| 20                                                             | 2月28日        | 途中下車のトリック・疑惑の美人目撃者           | 長野県松本市 後楽園アイスパレス 松本駅、塩山駅、新鶴見機関区、品川客車区                                                         | 特急・あずさ24、36号 特急・かいじ11号 | 石原武龍            | 天野利彦   | 15.1%  |
| 21                                                             | 3月07日        | 車窓から見た殺人風景・消えた死体               | | 山手線205系                           | いとう斗士八        | 天野利彦   | 16.7%  |
| 22                                                             | 3月14日        | 湯けむり別府・女風呂に消えた完全犯罪           | 大分県別府市、大分郡湯布院町（現・由布市） 別府温泉鶴見園グランドホテル、鉄輪温泉、湯平温泉、血の池地獄 別府駅、宮崎駅、豊後森駅 | 寝台特急・富士号 特急・ゆふいんの森号 | 高久進              | 息邦夫     | 15.1%  |
| 23                                                             | 3月21日        | 殺意のブルートレイン・城下町から失踪した婚約者 | 大分県佐伯市、南海部郡鶴見町（現在の佐伯市鶴見地区） 佐伯港、ホテル金水苑、佐伯駅                                                | 寝台特急・富士号 特急・にちりん号     | 石原武龍 小木曽豊斗 | 山口和彦   | 15.0%  |
| 平均視聴率 14.3%（視聴率はビデオリサーチ調べ、関東地区・世帯） |                |                                                | |                                       |                     |            |        |

### さすらい刑事旅情編III（1990年 - 1991年）
- 放送期間：1990年10月10日 - 1991年3月20日
- 放送回数：全23回
- 同シリーズ、並びにIVでは香取の人物造形にも変化が見られ、厳格かつ冷徹な刑事として描かれている。
- 同シリーズ以降は、東海道新幹線をはじめとするJR東海管内へのロケは基本的に行われていない[注 12]。

| 放送回                                                         | 放送日         | サブタイトル                           | 主なロケ先                                                              | 主な登場車両       | 脚本         | 監督       | 視聴率 |
| -------------------------------------------------------------- | -------------- | -------------------------------------- | ----------------------------------------------------------------------- | ------------------ | ------------ | ---------- | ------ |
| 1                                                              | 1990年10月10日 | 裏切りの寝台特急北斗星・歪んだ愛情     | 北海道札幌市                                                            | 寝台特急・北斗星号 | 篠崎好       | 山口和彦   | 11.7%  |
| 2                                                              | 10月17日       | 伊豆東海岸から消えた人妻               | 静岡県                                                                  | 特急・踊り子号     | 石原武龍     | 天野利彦   | 13.5%  |
| 3                                                              | 10月24日       | 子供を救った美人看護婦の犯罪           |                                                                         |                    | いとう斗士八 | 天野利彦   | 15.0%  |
| 4                                                              | 10月31日       | さいはてオホーツク・過去から逃げる女   | 北海道網走市、常呂郡佐呂間町 北浜駅、網走駅、サロマ湖、能取岬、網走監獄 | 釧網本線           | 石原武龍     | 山口和彦   | 14.6%  |
| 5                                                              | 11月07日       | ツイてない男・愛犬が暴露した完全犯罪   |                                                                         |                    | 日暮裕一     | 天野利彦   | 16.7%  |
| 6                                                              | 11月14日       | 信州安曇野・結婚サギにあった女         | 長野県松本市、南安曇郡穂高町（現・安曇野市）                            |                    | いとう斗士八 | 田中秀夫   | 12.0%  |
| 7                                                              | 11月21日       | 犯された人妻、愛の終着駅               |                                                                         |                    | いとう斗士八 | 天野利彦   | 14.4%  |
| 8                                                              | 11月28日       | 花嫁の父・狙われた婚約者               |                                                                         |                    | 藤井邦夫     | 田中秀夫   | 12.6%  |
| 9                                                              | 12月05日       | 連続殺人!? 故郷唐津の祭りに帰った女    | 佐賀県唐津市                                                            | 寝台特急・さくら号 | 香取俊介     | 村川透     | 14.4%  |
| 10                                                             | 12月12日       | 湯けむり東北新幹線・狙われた白い肌     | 栃木県那須郡西那須野町（現・那須塩原市）                                | 東北新幹線         | いとう斗士八 | 天野利彦   | 15.8%  |
| 11                                                             | 12月19日       | 寝台特急さくら・殺人犯に会いに来た女   | 長崎県平戸市、佐世保市                                                  | 寝台特急・さくら号 | 小木曽豊斗   | 村川透     | 14.1%  |
| 12                                                             | 12月26日       | 女子大生温泉ツアー・罠に落ちた美人助手 | 静岡県沼津市                                                            | 特急・踊り子号     | 香取俊介     | 天野利彦   | 12.4%  |
| 13                                                             | 1991年01月09日 | 整形複顔の女・偽りの完全犯罪           |                                                                         |                    | 藤井邦夫     | 伊与田一雄 | 12.4%  |
| 14                                                             | 1月16日        | 疑惑!? アリバイ工作をした女            |                                                                         |                    | 日暮裕一     | 息邦夫     | 10.1%  |
| 15                                                             | 1月23日        | 悪徳刑事!? 麻薬に溺れた娘              |                                                                         |                    | いとう斗士八 | 天野利彦   | 12.3%  |
| 16                                                             | 1月30日        | 告訴せず！通り魔に襲われた女教師       |                                                                         |                    | いとう斗士八 | 伊与田一雄 | 14.5%  |
| 17                                                             | 2月06日        | 冬の能登半島・時効を待つ二人の女       | 石川県輪島市、珠洲市                                                    |                    | 藤井邦夫     | 山口和彦   | 12.4%  |
| 18                                                             | 2月13日        | 古都金沢で待っていた女・死亡時刻の謎   | 石川県金沢市                                                            |                    | 小木曽豊斗   | 山口和彦   | 11.6%  |
| 19                                                             | 2月20日        | 汚染された死体・狙われた妹             |                                                                         |                    | 日暮裕一     | 天野利彦   | 12.5%  |
| 20                                                             | 2月27日        | 幻の汽笛！誘拐された大臣の娘           | 福島県いわき市 川前駅                                                   | 磐越東線           | 塙五郎       | 天野利彦   | 08.3%  |
| 21                                                             | 3月06日        | スリに間違えられた男・殺意の友情       |                                                                         |                    | いとう斗士八 | 黒沢直輔   | 13.3%  |
| 22                                                             | 3月13日        | 疑惑のカプセル！美人添乗員の犯罪       | 埼玉県大里郡寄居町 用土駅                                               | 特急・あずさ号     | 日暮裕一     | 天野利彦   | 12.7%  |
| 23                                                             | 3月20日        | 冬山遭難の謎!? 白いコートの女の殺意    |                                                                         |                    | 石原武龍     | 天野利彦   | 12.6%  |
| 平均視聴率 13.0%（視聴率はビデオリサーチ調べ、関東地区・世帯） |                |                                        |                                                                         |                    |              |            |        |

### さすらい刑事旅情編IV（1991年 - 1992年）
- 放送期間：1991年10月16日 - 1992年3月25日
- 放送回数：全23回
- 同シリーズより、エンディングのキャストクレジットが配役を含む形へと変更された。

| 放送回                                                         | 放送日         | サブタイトル                           | 主なロケ先                                  | 主な登場車両            | 脚本         | 監督       | 視聴率 |
| -------------------------------------------------------------- | -------------- | -------------------------------------- | ------------------------------------------- | ----------------------- | ------------ | ---------- | ------ |
| 1                                                              | 1991年10月16日 | 東北新幹線から消えた娘・不倫の代償     | 秋田県鹿角市 岩手県盛岡市                   | 東北新幹線200系         | 石原武龍     | 山口和彦   | 19.9%  |
| 2                                                              | 10月23日       | 女流漫画家の秘密・週末特急に乗る娘     |                                             |                         | 石原武龍     | 長谷和夫   | 14.4%  |
| 3                                                              | 10月30日       | みちのく三陸海岸・死の結婚記念旅行     | 岩手県陸前高田市                            |                         | 篠崎好       | 山口和彦   | 21.8%  |
| 4                                                              | 11月06日       | 美人女将の罠・バブルに舞った女と男     |                                             |                         | 日暮裕一     | 天野利彦   | 19.7%  |
| 5                                                              | 11月13日       | 防犯カメラに写った女！美人教師の災難   |                                             |                         | いとう斗士八 | 天野利彦   | 17.1%  |
| 6                                                              | 11月20日       | 二重結婚サギ！山手線の女               | 東京都豊島区                                | 山手線                  | 小木曽豊斗   | 長谷和夫   | 19.6%  |
| 7                                                              | 11月27日       | 伊豆、三泊四日不倫旅行・同窓生の殺意   | 静岡県下田市                                | 特急・踊り子号          | 藤井邦夫     | 黒沢直輔   | 20.0%  |
| 8                                                              | 12月04日       | 函館ロマン旅行・女子大生の愛と死       | 北海道函館市                                | 寝台特急・北斗星号      | 篠崎好       | 山口和彦   | 18.2%  |
| 9                                                              | 12月11日       | 水郷の花嫁・過去を捨てた女             | 千葉県佐原市（現・香取市）                  |                         | 日暮裕一     | 黒沢直輔   | 17.3%  |
| 10                                                             | 12月18日       | 青函トンネル・殺意を運ぶ海峡4号        | 青森県八戸市 青函トンネル、竜飛海底駅       | 津軽海峡線 快速・海峡号 | 小木曽豊斗   | 山口和彦   | 18.0%  |
| 11                                                             | 12月25日       | 古都鎌倉・歩いた死体!?                 | 神奈川県逗子市、鎌倉市                      | 横須賀線                | 香取俊介     | 村川透     | 19.5%  |
| 12                                                             | 1992年01月08日 | 北アルプスの城下町・父に似た殺人犯     | 長野県松本市                                | 特急・あずさ号          | いとう斗士八 | 天野利彦   | 14.4%  |
| 13                                                             | 1月15日        | 深夜の密会・刑事を愛した悪女           |                                             |                         | 石原武龍     | 天野利彦   | 19.5%  |
| 14                                                             | 1月22日        | ローカル線で待つ女・不倫の決算書       |                                             |                         | 藤井邦夫     | 村川透     | 20.9%  |
| 15                                                             | 1月29日        | 昼下がりの山手線・殺人を予言した女     |                                             | 山手線                  | ちゃき克彰   | 山口和彦   | 21.8%  |
| 16                                                             | 2月05日        | 巻き添えを喰らった女・新特急谷川の殺意 |                                             | 新特急・谷川号          | いとう斗士八 | 息邦夫     | 20.9%  |
| 17                                                             | 2月12日        | 東京駅、消えた凶器・証言を拒んだ男     |                                             |                         | 日暮裕一     | 山口和彦   | 18.6%  |
| 18                                                             | 2月19日        | 金曜日の暴行魔！偽りの遺留品           |                                             |                         | 日暮裕一     | 息邦夫     | 17.1%  |
| 19                                                             | 2月26日        | 瀬戸大橋・断崖に立つ女・消された記憶   | 香川県仲多度郡琴平町・坂出市 レオマワールド |                         | 篠崎好       | 天野利彦   | 16.9%  |
| 20                                                             | 3月04日        | 喪服の女・雪山に消えた殺人者           |                                             |                         | 日暮裕一     | 伊与田一雄 | 18.1%  |
| 21                                                             | 3月11日        | 南国土佐の殺意・ホテルから消えた女医   | 高知県高知市                                | 特急・南風号            | 藤井邦夫     | 天野利彦   | 20.7%  |
| 22                                                             | 3月18日        | 財布をすられた女・裏切りの友情         |                                             |                         | いとう斗士八 | 黒沢直輔   | 19.5%  |
| 23                                                             | 3月25日        | 湯煙り上越新幹線・白鳥を待つ女         |                                             | 上越新幹線              | 石原武龍     | 黒沢直輔   | 18.4%  |
| 平均視聴率 16.9%（視聴率はビデオリサーチ調べ、関東地区・世帯） |                |                                        |                                             |                         |              |            |        |

### さすらい刑事旅情編V（1992年 - 1993年）
- 放送期間：1992年10月14日 - 1993年3月31日
- 放送回数：全23回
- CS局（東映チャンネル、テレ朝チャンネル）での再放送時には、第22話のみ欠番とされている。

| 放送回                                                         | 放送日         | サブタイトル                         | 主なロケ先                                           | 主な登場車両           | 脚本         | 監督       | 視聴率 |
| -------------------------------------------------------------- | -------------- | ------------------------------------ | ---------------------------------------------------- | ---------------------- | ------------ | ---------- | ------ |
| 1                                                              | 1992年10月14日 | SL貴婦人号で待つ女・白狐面の殺意     | 山口県山口市、島根県鹿足郡津和野町                   | SLやまぐち号           | 石原武龍     | 天野利彦   | 18.2%  |
| 2                                                              | 10月21日       | 東北新幹線・昏睡強盗の女             | 栃木県那須郡西那須野町（現・那須塩原市）             | 東北新幹線             | 日暮裕一     | 長谷和夫   | 16.4%  |
| 3                                                              | 10月28日       | 走る密室・寝台特急出雲から消えた花嫁 | 島根県出雲市                                         | 寝台特急・出雲号       | 篠崎好       | 天野利彦   | 17.4%  |
| 4                                                              | 11月04日       | 特急さざなみ4号・セクハラに勝った女  | 千葉県                                               | 特急・さざなみ号       | いとう斗士八 | 長谷和夫   | 15.9%  |
| 5                                                              | 11月11日       | 南九州終着駅で降りた女・三行広告の罠 | 宮崎県宮崎市、鹿児島県曽於郡志布志町（現・志布志市） | 日南線                 | 藤井邦夫     | 村川透     | 16.6%  |
| 6                                                              | 11月18日       | 疑惑の婚約者・血痕のついた札束       |                                                      |                        | 日暮裕一     | 天野利彦   | 15.5%  |
| 7                                                              | 11月25日       | 特急富士B寝台・女カメラマンの謎の死  |                                                      | 寝台特急・富士号       | 香取俊介     | 村川透     | 15.1%  |
| 8                                                              | 12月02日       | 大船行き終電車の男・同じ風景の油絵   | 神奈川県鎌倉市                                       | 京浜東北線 横須賀線    | 藤井邦夫     | 天野利彦   | 15.4%  |
| 9                                                              | 12月09日       | バッグを取り違えた女・みちのく殺人行 | 福島県いわき市 スパリゾートハワイアンズ              | 特急・スーパーひたち号 | 日暮裕一     | 伊与田一雄 | 13.3%  |
| 10                                                             | 12月16日       | 恋人を襲った女？山手線の殺意         |                                                      | 山手線                 | 藤井邦夫     | 伊与田一雄 | 15.2%  |
| 11                                                             | 12月23日       | 拾った拳銃・金色のアンクレットの女   |                                                      |                        | 石原武龍     | 天野利彦   | 15.9%  |
| 12                                                             | 1993年01月13日 | 覗かれた剣道着の女・湯煙り会津若松   | 福島県会津若松市                                     |                        | 小木曽豊斗   | 山口和彦   | 14.2%  |
| 13                                                             | 1月20日        | 山形新幹線・殺意の名将戦振り飛車の女 | 山形県天童市                                         | 山形新幹線400系        | 石原武龍     | 山口和彦   | 13.6%  |
| 14                                                             | 1月27日        | 京都琵琶湖の女・茶道家元をめぐる罠   | 京都府京都市、滋賀県大津市                           |                        | 篠崎好       | 長谷和夫   | 13.1%  |
| 15                                                             | 2月03日        | 湯煙り北陸路・同窓会ツアーで死んだ女 | 福井県坂井郡芦原町（現・あわら市）、京都府京都市     |                        | 小木曽豊斗   | 長谷和夫   | 13.9%  |
| 16                                                             | 2月10日        | 密告電話・墓地に立つ女               | 新潟県南魚沼郡湯沢町                                 |                        | いとう斗士八 | 天野利彦   | 16.5%  |
| 17                                                             | 2月17日        | 疑惑！ストリッパーと密会した刑事     | 東京都練馬区、葛飾区                                 |                        | 日暮裕一     | 天野利彦   | 17.3%  |
| 18                                                             | 2月24日        | 信州白馬雪山の殺意・不倫を目撃した女 | 長野県北安曇郡白馬村                                 |                        | いとう斗士八 | 山口和彦   | 15.1%  |
| 19                                                             | 3月03日        | 秘密写真の罠・消えた女優志願の女     |                                                      |                        | いとう斗士八 | 天野利彦   | 14.0%  |
| 20                                                             | 3月10日        | 仔猫と一緒に消えた少女・婚約者の嘘   |                                                      |                        | 小木曽豊斗   | 山口和彦   | 13.9%  |
| 21                                                             | 3月17日        | 関門海峡の女・移動した死体           | 山口県下関市、福岡県北九州市門司区                   |                        | 日暮裕一     | 息邦夫     | 16.9%  |
| 22                                                             | 3月24日        | 欲望！五百万円をネコババした女       |                                                      |                        | いとう斗士八 | 黒沢直輔   | 16.4%  |
| 23                                                             | 3月31日        | 仕組まれた犯罪証明・久留米絣の女     | 福岡県久留米市                                       |                        | いとう斗士八 | 天野利彦   | 10.9%  |
| 平均視聴率 15.2%（視聴率はビデオリサーチ調べ、関東地区・世帯） |                |                                      |                                                      |                        |              |            |        |

### さすらい刑事旅情編VI（1993年 - 1994年）
- 放送期間：1993年10月20日 - 1994年3月30日
- 放送回数：全24回（スペシャル+全23話）
- 第1話の前週に放送された2時間スペシャル（20:00 - 21:48）は、シリーズ中唯一の海外ロケ作品である。東映チャンネルでの再放送時は、この2時間スペシャルのみ別枠として放送された。
- 第10話は北海道登別市にてロケが行われていたが、その期間中の1993年10月6日に、桜田役の植草克秀が助監督の息邦夫と共に温泉噴出池に転落してやけどを負う事故が発生。そのため同シリーズでは、桜田が登場しないストーリーがいくつか存在し、作中では研修に出ているとの理由付けがなされている（第9話）。
- CS局（東映チャンネル、テレ朝チャンネル）での再放送時には、第2話のみ欠番とされた。

| 放送回                                                         | 放送日         | サブタイトル                                         | 主なロケ先                                  | 主な登場車両       | 脚本            | 監督       | 視聴率 |
| -------------------------------------------------------------- | -------------- | ---------------------------------------------------- | ------------------------------------------- | ------------------ | --------------- | ---------- | ------ |
| SP                                                             | 1993年10月20日 | スイス、アルプス愛と殺意の旅・消えた三億円と二人の女 | スイス連邦国内                              |                    | 石原武龍 木暮敏 | 村川透     | 15.8%  |
| 1                                                              | 10月27日       | みちのく湯煙りの女・18年目の殺意                     | 宮城県仙台市                                | 東北新幹線         | 藤井邦夫        | 山口和彦   | 16.9%  |
| 2                                                              | 11月03日       | 終電車の女・キャリアウーマンの秘密                   |                                             |                    | 篠崎好          | 天野利彦   | 18.4%  |
| 3                                                              | 11月10日       | 特急踊り子・過去を消したかった女                     | 神奈川県横須賀市                            |                    | いとう斗士八    | 山口和彦   | 16.4%  |
| 4                                                              | 11月17日       | カゴ抜け詐欺の女!? 不倫旅行                          |                                             |                    | 日暮裕一        | 天野利彦   | 20.1%  |
| 5                                                              | 11月24日       | 寝台特急エルム・結婚詐欺の女                         |                                             |                    | 小木曽豊斗      | 山口和彦   | 17.6%  |
| 6                                                              | 12月01日       | 運命の山手線・名前を変えた女                         |                                             |                    | 篠崎好          | 村川透     | 18.2%  |
| 7                                                              | 12月08日       | ナイフを買う女・スリが暴く過去                       |                                             |                    | いとう斗士八    | 村川透     | 18.0%  |
| 8                                                              | 12月15日       | 裏切られた女弁護士・不倫の罠                         |                                             |                    | 日暮裕一        | 天野利彦   | 17.5%  |
| 9                                                              | 12月22日       | 夜汽車の告白電話・イヴの殺意                         |                                             |                    | 塩田千種        | 黒沢直輔   | 16.4%  |
| 10                                                             | 12月29日       | 室蘭本線の女・レイプの記憶                           | 北海道登別市 登別温泉                       | 寝台特急・北斗星号 | 藤井邦夫        | 山口和彦   | 11.1%  |
| 11                                                             | 1994年01月05日 | 生きていた死体!? 愛の逃亡者                          | 福岡県福岡市                                |                    | 日暮裕一        | 村川透     | 17.4%  |
| 12                                                             | 1月12日        | コンタクトの女・覗かれた秘密                         |                                             |                    | 小木曽豊斗      | 黒沢直輔   | 16.6%  |
| 13                                                             | 1月19日        | 湯けむり九州・カラオケビデオの女                     | 大分県日田市                                |                    | いとう斗士八    | 村川透     | 17.8%  |
| 14                                                             | 1月26日        | 記憶喪失の男・血塗られた切符                         | 山形県南陽市                                |                    | ちゃき克彰      | 天野利彦   | 16.1%  |
| 15                                                             | 2月02日        | 消えた資産家・愛犬が目撃者？                         |                                             |                    | 日暮裕一        | 天野利彦   | 16.4%  |
| 16                                                             | 2月09日        | 特急あずさの殺意・温泉芸者の純情                     | 山梨県東八代郡石和町（現・笛吹市） 石和温泉 | 特急・あずさ号     | 日暮裕一        | 息邦夫     | 14.5%  |
| 17                                                             | 2月16日        | ニセ札事件の女・婦警の休日                           |                                             |                    | 藤井邦夫        | 息邦夫     | 16.4%  |
| 18                                                             | 2月23日        | 白いコートの女の殺意・就職難が招く殺意               |                                             |                    | 小木曽豊斗      | 長谷和夫   | 15.6%  |
| 19                                                             | 3月02日        | 万馬券の女・自己破産の秘密                           |                                             |                    | 篠崎好          | 長谷和夫   | 14.5%  |
| 20                                                             | 3月09日        | 夢を追う女・新幹線トリック                           |                                             |                    | 藤井邦夫        | 伊与田一雄 | 15.8%  |
| 21                                                             | 3月16日        | 窃盗犯をゆする女・消えた二千万円！                   |                                             |                    | いとう斗士八    | 伊与田一雄 | 15.8%  |
| 22                                                             | 3月23日        | 二重アリバイの罠・狙われた人妻                       |                                             |                    | 日暮裕一        | 天野利彦   | 17.1%  |
| 23                                                             | 3月30日        | 冗談が招いた殺意!? 娘の結婚                          |                                             |                    | 石原武龍        | 天野利彦   | 11.9%  |
| 平均視聴率 16.3%（視聴率はビデオリサーチ調べ、関東地区・世帯） |                |                                                      |                                             |                    |                 |            |        |

### さすらい刑事旅情編（1994年 - 1995年）
- 放送期間：1994年10月5日 - 1995年3月22日
- 放送回数：全22回（スペシャル+全21話）
- 第1話の前週は2時間スペシャル（20:00 - 21:48）として放送。東映チャンネルでの再放送時は、この2時間スペシャルのみ別枠として放送された。
- 第6話は、元々10月26日に放送予定であったが、当日直前の時間帯にて中継が放送されていた、プロ野球の日本シリーズ第4戦の時間延長により順延。
- 同シリーズの放送期間中、阪神・淡路大震災が発生し交通網に影響が出たため、四国・山陰・九州エリアへのロケが不可能となり、第13話からのサブタイトルも『はぐれ刑事純情派』を意識したものに変更された。

| 放送回                                                         | 放送日         | サブタイトル                                | 主なロケ先                        | 主な登場車両       | 脚本         | 監督       | 視聴率 |
| -------------------------------------------------------------- | -------------- | ------------------------------------------- | --------------------------------- | ------------------ | ------------ | ---------- | ------ |
| SP                                                             | 1994年10月05日 | 長崎―平戸・未婚の母！十五年前の恐るべき真実 | 長崎県平戸市                      |                    | 石原武龍     | 村川透     | 12.9%  |
| 1                                                              | 10月12日       | 覗かれた殺意・違法駐車の女                  |                                   |                    | いとう斗士八 | 村川透     | 14.9%  |
| 2                                                              | 10月19日       | アルプスに消えた女・弟の失踪                | 長野県駒ヶ根市                    |                    | 金子裕       | 村川透     | 16.9%  |
| 3                                                              | 11月02日       | 特急を停めた男・女が自殺!?                  |                                   | 185系踊り子        | 日暮裕一     | 村川透     | 18.9%  |
| 4                                                              | 11月09日       | ブルートレインの女・家族の絆                | 北海道芦別市 カナディアンワールド | 寝台特急・北斗星号 | 藤井邦夫     | 村川透     | 15.0%  |
| 5                                                              | 11月16日       | 特急マックスの女・血液型の謎                |                                   | 東北新幹線・MAX    | 金子裕       | 長谷和夫   | 16.7%  |
| 6                                                              | 11月23日       | 名門令嬢の秘密!? 呼び出し電話の罠           | 神奈川県鎌倉市                    | 横須賀線           | 篠崎好       | 山口和彦   | 15.0%  |
| 7                                                              | 11月30日       | 小樽運河の女・消えた被害者！                | 北海道札幌市・小樽市              | 寝台特急・北斗星号 | 日暮裕一     | 村川透     | 16.7%  |
| 8                                                              | 12月07日       | 証言拒否！痴漢を告発した女                  |                                   |                    | 日暮裕一     | 山口和彦   | 14.6%  |
| 9                                                              | 12月14日       | 故郷の駅に佇む女・馬の折り紙                |                                   |                    | 橋塚慎一     | 天野利彦   | 15.0%  |
| 10                                                             | 12月21日       | 伊予松山内子・俳句を作る女                  | 愛媛県松山市・喜多郡内子町        |                    | 金子裕       | 長谷和夫   | 14.7%  |
| 11                                                             | 1995年01月11日 | 四国逃避行・囮になった女                    | 香川県                            |                    | 日暮裕一     | 長谷和夫   | 14.8%  |
| 12                                                             | 1月18日        | 結婚願望の女・迷路の犯罪!?                  |                                   |                    | 藤井邦夫     | 山口和彦   | 15.5%  |
| 13                                                             | 1月25日        | 女子高生が置引き!? 花の贈り物               |                                   |                    | 藤井邦夫     | 天野利彦   | 15.3%  |
| 14                                                             | 2月01日        | 二億円強奪！子役スターの秘密                |                                   |                    | 小木曽豊斗   | 天野利彦   | 16.5%  |
| 15                                                             | 2月08日        | 女刑事が結婚!? 私の終着駅                   |                                   |                    | 奥村俊雄     | 村川透     | 18.2%  |
| 16                                                             | 2月15日        | 不器用な男の犯罪！母の裏切り                |                                   |                    | 日暮裕一     | 村川透     | 18.0%  |
| 17                                                             | 2月22日        | テレクラ少女の犯罪!?娘と母と                |                                   |                    | 篠崎好       | 息邦夫     | 15.5%  |
| 18                                                             | 3月01日        | 仮釈放の男・六年目の花嫁衣裳                |                                   |                    | 藤井邦夫     | 天野利彦   | 15.0%  |
| 19                                                             | 3月08日        | 親切強盗!? お呪いを信じる女                 |                                   |                    | 橋塚慎一     | 天野利彦   | 13.0%  |
| 20                                                             | 3月15日        | 大金入りカバン！女秘書の古傷                |                                   |                    | 金子裕       | 道木広志   | 15.2%  |
| 21                                                             | 3月22日        | 盗まれた書類！女子大生の悲劇                |                                   |                    | 日暮裕一     | 伊与田一雄 | 11.4%  |
| 平均視聴率 15.4%（視聴率はビデオリサーチ調べ、関東地区・世帯） |                |                                             |                                   |                    |              |            |        |

## ネット局
- テレビ朝日系列には平成新局が多く、本シリーズの放送期間中にネット局が変更となる県が多かった[注 15]。
- 岩手、愛媛、沖縄県では本シリーズ終了後の開局となったため、実質再放送扱いとなった。

| 放送対象地域* | 放送局           | 系列                                         | ネット形態 | 備考                              |
| ------------- | ---------------- | -------------------------------------------- | ---------- | --------------------------------- |
| 関東広域圏    | テレビ朝日       | テレビ朝日系列                               | 制作局     |                                   |
| 北海道        | 北海道テレビ     | テレビ朝日系列                               | 同時ネット |                                   |
| 青森県        | 青森放送         | 日本テレビ系列                               | 遅れネット | IIIまで                           |
| 青森県        | 青森朝日放送     | テレビ朝日系列                               | 同時ネット | IVから                            |
| 岩手県        | 岩手放送         | TBS系列                                      | 遅れネット | IVまで                            |
| 岩手県        | テレビ岩手       | 日本テレビ系列                               | 遅れネット | IVまでの再放送とV、VIを一挙に放送 |
| 岩手県        | 岩手朝日テレビ   | テレビ朝日系列                               | 遅れネット | 再放送のみ                        |
| 宮城県        | 東日本放送       | テレビ朝日系列                               | 同時ネット |                                   |
| 秋田県        | 秋田放送         | 日本テレビ系列                               | 遅れネット | IVまで                            |
| 秋田県        | 秋田朝日放送     | テレビ朝日系列                               | 同時ネット | Vから                             |
| 山形県        | 山形放送         | 日本テレビ系列                               | 同時ネット | Vまで                             |
| 山形県        | 山形テレビ       | テレビ朝日系列                               | 同時ネット | VIから                            |
| 福島県        | 福島放送         | テレビ朝日系列                               | 同時ネット |                                   |
| 山梨県        | テレビ山梨       | TBS系列                                      | 遅れネット |                                   |
| 新潟県        | 新潟テレビ21     | テレビ朝日系列                               | 同時ネット |                                   |
| 長野県        | テレビ信州       | 日本テレビ系列                               | 同時ネット | IIIまで                           |
| 長野県        | 長野朝日放送     | テレビ朝日系列                               | 同時ネット | IVから                            |
| 静岡県        | 静岡朝日テレビ   | テレビ朝日系列                               | 同時ネット | [ 注 21 ]                         |
| 富山県        | 北日本放送       | 日本テレビ系列                               | 遅れネット |                                   |
| 石川県        | 北陸放送         | TBS系列                                      | 遅れネット | IIIまで                           |
| 石川県        | 北陸朝日放送     | テレビ朝日系列                               | 同時ネット | IVから                            |
| 福井県        | 福井放送         | 日本テレビ系列 テレビ朝日系列                | 遅れネット |                                   |
| 中京広域圏    | 名古屋テレビ     | テレビ朝日系列                               | 同時ネット |                                   |
| 近畿広域圏    | 朝日放送         | テレビ朝日系列                               | 同時ネット |                                   |
| 鳥取県 島根県 | 山陰中央テレビ   | フジテレビ系列                               | 遅れネット |                                   |
| 広島県        | 広島ホームテレビ | テレビ朝日系列                               | 同時ネット |                                   |
| 山口県        | 山口放送         | 日本テレビ系列                               | 遅れネット | Vまで                             |
| 山口県        | 山口朝日放送     | テレビ朝日系列                               | 同時ネット | VIから                            |
| 岡山県 香川県 | 瀬戸内海放送     | テレビ朝日系列                               | 同時ネット |                                   |
| 愛媛県        | 南海放送         | 日本テレビ系列                               | 遅れネット |                                   |
| 愛媛県        | 愛媛朝日テレビ   | テレビ朝日系列                               | 遅れネット | 再放送のみ                        |
| 高知県        | テレビ高知       | TBS系列                                      | 遅れネット |                                   |
| 徳島県        | 四国放送         | 日本テレビ系列                               | 遅れネット |                                   |
| 福岡県        | 九州朝日放送     | テレビ朝日系列                               | 同時ネット |                                   |
| 長崎県        | 長崎放送         | TBS系列                                      | 遅れネット | IIまで                            |
| 長崎県        | 長崎文化放送     | テレビ朝日系列                               | 同時ネット | IIIから                           |
| 熊本県        | テレビくまもと   | フジテレビ系列                               | 遅れネット | Iのみ                             |
| 熊本県        | 熊本朝日放送     | テレビ朝日系列                               | 同時ネット | IIから                            |
| 大分県        | テレビ大分       | 日本テレビ系列 フジテレビ系列                | 同時ネット | Vまで                             |
| 大分県        | 大分朝日放送     | テレビ朝日系列                               | 同時ネット | VIから                            |
| 宮崎県        | テレビ宮崎       | フジテレビ系列 日本テレビ系列 テレビ朝日系列 | 遅れネット |                                   |
| 鹿児島県      | 鹿児島放送       | テレビ朝日系列                               | 同時ネット |                                   |
| 沖縄県        | 琉球放送         | TBS系列                                      | 遅れネット |                                   |
| 沖縄県        | 琉球朝日放送     | テレビ朝日系列                               | 遅れネット | 再放送のみ                        |

## CS放送
テレ朝チャンネル（前身であるファボリTV時代より）では下記の日程にて放送された。
- 第1シリーズ - 2002年6月 - 7月／2003年7月 - 8月　※2時間スペシャルのみ未放送
- 第2シリーズ - 2002年8月 - 9月／2003年9月 - 10月
- 第3シリーズ - 2002年10月 - 11月／2003年11月8日 - 12月26日
- 第4シリーズ - 2002年12月 - 2003年1月／2004年1月2日 - 2月19日
- 第5シリーズ - 2003年2月 - 4月／2004年2月28日 - 3月23日　※第22話のみ未放送
- 第6シリーズ - 2003年4月 - 5月／2004年7月1日 - 8月4日　※2時間スペシャル、および第2話は未放送
- 第7シリーズ - 2003年5月 - 6月／2004年8月26日 - 9月20日　※2時間スペシャル、および第6話は未放送

ファボリTV時代（ - 2004年2月）は月曜 - 日曜12:00 - 14:00、テレ朝チャンネルへの移行後は月曜 - 金曜12:00 - 14:00、土曜・日曜14:00 - 16:00に2話ずつ放送。
3週間 - ひと月を境に、前半・後半を分けて同枠内でリピート放送を続けていた。また、地上波放送時と同じタイミングでCMがインサートされていた。
東映チャンネルでは、同チャンネルの20周年企画である『時代劇VS刑事ドラマ20番勝負』のプログラムのひとつとして、2018年10月9日に第1シリーズの第1話が放送された。通常の番組としての放送は、2021年7月6日より名作ドラマアワー枠（火曜15:00 - 17:00）にて第1シリーズの放送が開始され、以降同年9月に続けて第2シリーズ、2022年9月 - 2023年2月に第3シリーズと第4シリーズが同時間帯にて放送された。いずれも再放送は翌週の火曜9:00 - 11:00にて実施。またこれに先行して、第1シリーズの第1話が2021年7月4日に放送された。2024年1月からは初回放送と再放送の曜日を水曜へと移し、第5シリーズから第7シリーズが同年9月まで連続して放送された。
上記の初回放送以外にも、別時間帯にて2周目以降の放送が行われる場合もある。

## 映像ソフト化
いずれも発売元はベストフィールド、販売元は東映・東映ビデオ。
- さすらい刑事旅情編 コレクターズDVD（DSZS10221、2023年7月12日発売）[8]
- さすらい刑事旅情編II コレクターズDVD（DSZS10222、2023年8月2日発売）[9]
- さすらい刑事旅情編III コレクターズDVD（DSZS10261、2024年11月13日発売）[10]
- さすらい刑事旅情編IV コレクターズDVD（DSZS10262、2024年12月4日発売）[11]
- さすらい刑事旅情編V コレクターズDVD（DSZS10305、2025年2月12日発売）[12]
- さすらい刑事旅情編VI コレクターズDVD（DSZS10307、2025年3月12日発売）[13]
- さすらい刑事旅情編VII コレクターズDVD（DSZS10311、2025年5月14日発売）[2]